# 53-й батальон шуцманшафта
53-й батальон шуцманшафта (нем. 53. Batalion Schutzmannschaft / Schutzmannschafts Bataillon 53 / Ukrainian Schuma, укр. 53-й батальйон шуцманшафту) — охранное подразделение германской вспомогательной охранной полиции (нем. Schutzpolizei), сформированное из советских военнопленных — этнических украинцев в августе 1942 года в Могилёве.
Высший руководитель СС и полиции «Россия-Центр», группенфюрер СС, генерал-лейтенант полиции Эрих фон дем Бах-Зелевский 23 июля 1942 года обратился к генералу Шенкендорфу с просьбой о выделении ему до 1000 человек из числа военнопленных. Эта просьба была удовлетворена, и осенью в Могилёве началось формирование 53-го, 54-го, 55-го и 56-го украинских шуцманшафт-батальонов.
53-й батальон шуцманшафта был сформирован в августе 1942 года. Личный состав насчитывал 331 человека, включая 12 немецких офицеров.
В функции подразделения входила охрана военных объектов. Основное место дислокации — военный городок Пашково под Могилёвом.
В начале 1943 года группа служащих батальона установила связь с советскими партизанами. Была достигнута договорённость о совместном разгроме гарнизона и переходе в партизаны.
В ночь на 11 февраля 1943 года партизанским отрядом № 130 и служащими 53-го охранного батальона были убиты немецкие офицеры, и 180 человек личного состава (все, кто не находился на тот момент в командировках) перешли к партизанам.
Основную роль в организации бунта и перехода сыграли заместитель командира батальона Сикорский, а также его служащие Белокуров и Глинкин (последние впоследствии стали соответственно помощником начальника штаба по разведке и помощником командира полка по строевой части в 121-м партизанском полку).